# Zeeland Bewestenschelde
Zeeland Bewestenschelde was een bestuurlijke en juridische eenheid in het graafschap Zeeland en omvatte een gebied dat grotendeels overeenkwam met de huidige regio Midden-Zeeland, ten noorden afgebakend door de Oosterschelde en ten zuiden door de Westerschelde, dus de huidige schiereilanden Walcheren, Zuid-Beveland en Noord-Beveland. Het noordelijke gedeelte van het huidige Zeeland stond bekend als Zeeland Beoostenschelde, het zuidelijke deel behoorde niet tot Zeeland maar tot het graafschap Vlaanderen en werd later Staats-Vlaanderen, het huidige Zeeuws-Vlaanderen.
Tot Zeeland Bewestenschelde behoorden in de late middeleeuwen de eilanden Noord– en Zuid–Beveland, Walcheren, Wolphaartsdijk, Borssele, Rilland en Baarland.
De naamgeving 'bewesten' en 'beoosten' had te maken met de toenmalige loop van de rivier Schelde. Die liep van Antwerpen noordwaarts en boog pas voor Bergen op Zoom af schuin naar het noordwesten richting zee, door een uitgebreid eilandengebied. Deze geul is nu de Oosterschelde. De Honte, de huidige Westerschelde, werd pas in de 15e eeuw van enige betekenis voor de scheepvaart.
De eeuwenlange juridische en bestuurlijke indeling in Zeeland Beoostenschelde en Zeeland Bewestenschelde komt bijvoorbeeld tot uiting in de administratie van de grafelijke, later gewestelijke domeinen, die sinds de regering Willem III van Holland van het huis Avesnes tot en met 1810 was gesplitst in een rentmeester voor Beoostenschelde en een rentmeester voor Bewestenschelde.